# L'amaro caso della baronessa di Carini
L'amaro caso della baronessa di Carini è uno sceneggiato televisivo del 1975 diretto da Daniele D'Anza e trasmesso in 4 puntate sul Programma Nazionale (l'odierna Rai 1) dal 23 novembre al 14 dicembre 1975.

## Produzione
Scritto da Daniele D'Anza e Lucio Mandarà, si ispira a una ballata popolare siciliana, che narra di un delitto realmente avvenuto a Carini il 4 dicembre 1563: la baronessa di Carini, donna Laura Lanza, moglie di don Vincenzo La Grua-Talamanca, fu uccisa, ufficialmente per motivi d'onore, dal padre don Cesare Lanza. Nello sceneggiato, la data della morte è stata anticipata di otto mesi, il 4 aprile 1563. Nella prima puntata, prima dell'inizio della storia, compare lo sceneggiatore Lucio Mandarà insieme a Otello Profazio che spiega gli eventi reali e le modifiche apportate alla vicenda, in immagini girate in bianco e nero, intervistando gli abitanti di Carini. Lo sceneggiato venne realizzato a colori su pellicola cinematografica in un'ottica di distribuzione internazionale dell'opera, ma nella prima trasmissione gli spettatori italiani lo videro in bianco e nero; a colori venne trasmesso soltanto nelle repliche successive dal 1º febbraio del 1977, dopo l'avvio ufficiale delle trasmissioni col sistema PAL.
Venne prodotto da Arturo La Pegna per la CEP Produzioni Cinematografiche in collaborazione con la Rai. Paolo Stoppa, che impersona don Ippolito, oltre ad interpretare quel ruolo, nelle quattro puntate ha anche la funzione di narratore durante lo svolgimento della vicenda, rimanendo con gli abiti di scena a differenza di Accadde a Lisbona. Il consulente per la lingua siciliana è Andrea Camilleri.

## Trama

### Prima puntata
Sicilia, 1812. Sta per entrare in vigore la prima costituzione liberale, che mette fine ai privilegi dei grandi feudatari. Il rappresentante più autorevole del nuovo corso politico è il Principe di Castelnuovo, ministro delle finanze, che incarica un suo uomo, Luca Corbara, di svolgere indagini per accertare la legittimità del possesso dei feudi.
Come punto di partenza della sua ricerca, Luca sceglie il feudo Daina Sturi di Carini appartenente ad un barone, don Mariano D'Agrò. Al suo arrivo, il giovane assiste a un episodio di violenza: gli uomini di don Mariano percuotono un cantastorie, Nele Carnazza, reo di aver cantato una canzone proibita dal barone, la ballata che narra la tragica morte della baronessa di Carini, Caterina La Grua - Talamanca, uccisa per motivi di onore dal marito tre secoli prima.
Dalla gente del luogo, Luca è accolto con diffidenza e sospetto. I soli a dimostrargli simpatia sono il suo ospite don Ippolito, un bizzarro e filantropo amico del principe di Castelnuovo, e Cristina, la figlia del notaio di Carini.
Nella canzone di Nele, Luca crede di trovare una traccia per le sue ricerche: l'attuale feudo di Carini è probabilmente costituito in parte da terre usurpate all'amante della baronessa, che venne ucciso assieme a lei, e la legittimità del possesso del feudo da parte di don Mariano può forse essere messa in discussione.

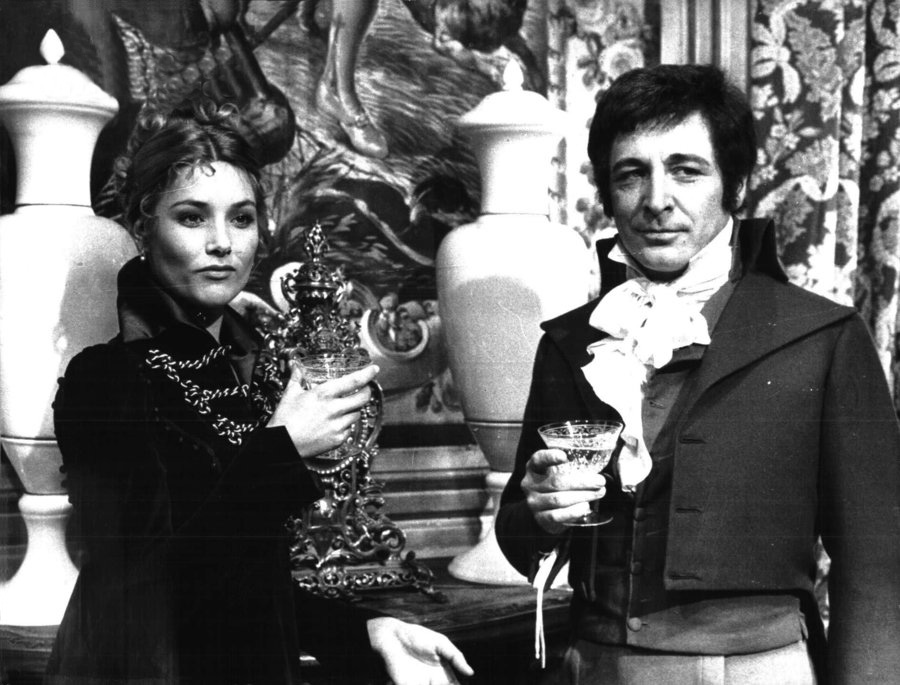
I protagonisti Janet Agren (donna Laura D'Agrò) e Ugo Pagliai (Luca Corbara)

Il barone, oscuramente minacciato da una misteriosa setta, i Beati Paoli, sospetta di Luca, ritenendolo autore di un messaggio minatorio, e lo fa rinchiudere nel castello abbandonato che fu teatro dell'assassinio della baronessa. Luca è liberato da una donna misteriosa, che perde una preziosa spilla nel cortile del castello. Il giovane crede d'identificare la sua soccorritrice nella baronessa Laura, moglie di don Mariano. Invitato a una battuta di caccia dal barone, Luca salva la vita alla baronessa. La donna nega che la spilla trovata da Luca sia sua, nonostante appaia anche su un vecchio ritratto di famiglia presente nel palazzo.
Luca, recatosi successivamente a casa di Nele per avere altre informazioni sull'antica canzone, lo trova assassinato. Sorpreso da Rosario, l'uomo di fiducia del barone, il giovane si dà alla fuga e viene catturato da alcuni misteriosi incappucciati.

### Seconda puntata
Accusato dai Beati Paoli dell'assassinio di Nele Carnazza e assolto dopo un bizzarro processo, Luca viene rilasciato. Dopo una fugace visita amorosa a Laura, il giovane si rifugia a Palermo, presso l'amico Enzo Santelia, segretario del principe di Castelnuovo. Ricevuto dal principe, Luca apprende che forse il Re dovrà rinunciare a promulgare la Costituzione e quindi la sua missione potrebbe essere annullata.
Recatosi all'interno di una chiesa, Luca scopre, leggendo un'iscrizione tombale, che la baronessa di Carini fu uccisa non dal marito, come erroneamente si crede, ma dal padre, don Cesare Lanza. Mentre Luca è preso dalle sue riflessioni, nella chiesa entra Laura: gli comunica che il barone ha scoperto il suo rifugio e lo invita a nascondersi in una torre sul litorale.
A Carini, intanto, i Beati Paoli rapiscono don Mariano D'Agrò.

### Terza puntata
Il capo dei Beati Paoli offre a don Mariano la libertà, a patto che scagioni Luca Corbara dall'accusa di omicidio: il barone accetta e viene rilasciato. Laura informa quindi Luca che può tornare a Carini.
Tornato a Carini, Luca è rimproverato da don Ippolito, che vede addensarsi sul giovane amico alcuni nefasti presagi. Attorno all'amore tra Luca e la baronessa Laura sembra crearsi una misteriosa atmosfera, in cui pare rivivere il passato evocato dalla ballata: Laura è infatti una discendente della baronessa uccisa, la quale si chiamava anch'ella Laura e non Caterina, anch'ella protagonista di una segreta storia d'amore. Don Ippolito, temendo che la tragica vicenda possa ripetersi, invita ripetutamente Luca a troncare la relazione.
Il barone, rese pubbliche scuse a Luca, gli offre l'incarico di riordinare i suoi documenti. Luca accetta nella speranza di trovare tra le carte del barone qualche documento che provi l'usurpazione del feudo Daina Sturi.
Nel frattempo il capo dei Beati Paoli, la cui identità è avvolta nell'ombra, impone al barone di riconoscere Domenico Galeani, un suo figlio illegittimo, e di legittimarlo come proprio erede. Luca scopre che Giuseppe Carnazza, il figlio di Nele, è un membro della setta dei Beati Paoli e lo prega d'informarlo su ogni mossa della setta. Tra i membri della setta serpeggia però il malumore in seguito alla fuga di Rosario, l'assassino di Nele, che essi avevano catturato. Giuseppe accusa il capo di tradimento e per questo viene da lui ucciso.
Intanto Luca, approfittando dell'assenza del barone dal palazzo, trascorre con Laura una notte d'amore.

### Quarta puntata
Durante una cena a palazzo, don Mariano organizza per il mattino seguente una visita al castello di Carini, a cui partecipano lo stesso barone, la baronessa Laura, Luca Corbara e Cristina, la figlia del notaio. Durante l'escursione i quattro raggiungono il luogo in cui tre secoli prima fu assassinata la baronessa di Carini. Sorta una controversia tra il barone e Luca circa la dinamica dell'avvenimento, il nobiluomo illustra la propria tesi, costringendo la moglie a inscenare con lui l'antico assassinio. Impaurita dalla spada estratta dal marito, la giovane si tradisce invocando il nome di Luca e gettandosi tra le sue braccia. 
Luca apprende da Ignazio Buttera della morte di Giuseppe e i due si accordano per vendicare l'amico e sopprimere la setta dei Beati Paoli. Enzo Santelia si presenta sotto falso nome a palazzo D'Agrò per parlare con Luca: don Mariano, ascoltando di nascosto i loro discorsi, apprende dell'incarico governativo di Corbara. Dietro suggerimento di don Ippolito, Luca comincia a sospettare che Enzo Santelia sia in realtà Domenico Galeani, il figlio illegittimo del barone. Recatosi a palazzo, Luca legge l'atto con cui il barone riconosce Domenico, lasciato in bella vista proprio da don Mariano, che conta di servirsi di Luca per sbarazzarsi sia del figlio che dei Beati Paoli.

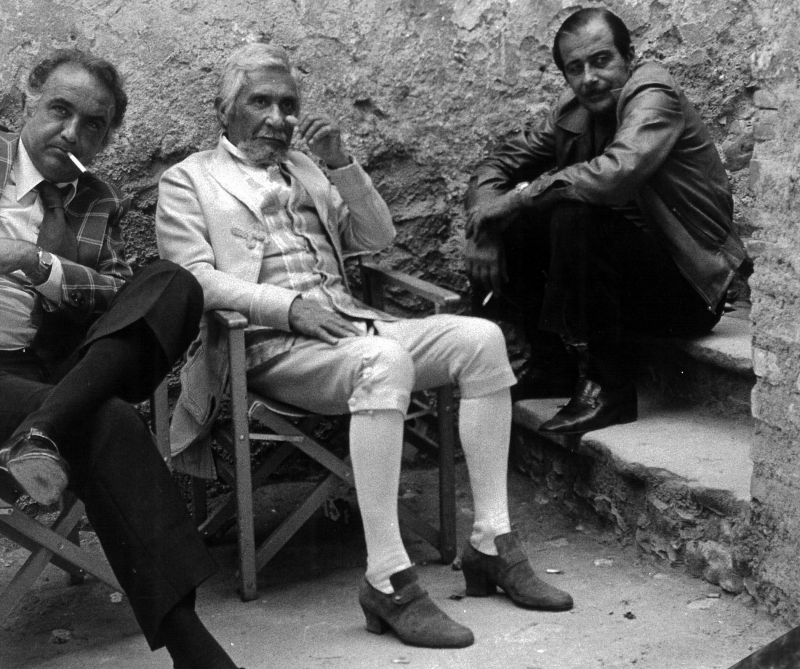
Il produttore Arturo La Pegna, l'attore Paolo Stoppa (don Ippolito) e il regista Daniele D'Anza in un momento di pausa sul set.

Incontratosi con Laura, Luca la mette al corrente di tutto, anche del suo incarico di ispettore governativo. Presentatosi in incognito alla riunione della setta a Palermo, Corbara ne smaschera e fa arrestare dalle truppe del principe di Castelnuovo il capo, che si rivela essere Enzo Santelia, ovvero Domenico Galeani.
Tornato a Carini, Luca sospetta che Laura, d'accordo col marito, abbia tramato alle sue spalle ed è caldamente invitato da don Ippolito a troncare ogni rapporto con la donna. Luca ammette di essere un discendente di Ludovico Vernagallo, l'amante della baronessa di Carini, e di essere intenzionato a riprendersi ciò che gli spetta: il feudo di Daina Sturi.
Convocato d'urgenza a palazzo D'Agrò per un grave malore della baronessa, Luca accorre trovando la donna in perfetta salute. Luca l'accusa di averlo attirato in una trappola e le mostra come prova le tante lettere anonime indirizzategli da una mano femminile: Laura riconosce la scrittura di Cristina, che ha scoperto essere l'amante di don Mariano.
I due iniziano a temere di essere le prossime vittime degli intrighi del barone. Ma è troppo tardi: ormai è il 4 aprile e, come don Ippolito aveva previsto con largo anticipo, il presagio di morte evocato dall'antica ballata finisce per avverarsi. Laura è assassinata, e stessa sorte tocca a Luca, pugnalato da Rosario. I corpi dei due sfortunati amanti, per ordine di don Mariano, sono infine adagiati sul letto, come quelli dei loro antenati tre secoli prima.

## Accoglienza
Lo sceneggiato ottenne un grande successo di pubblico, e venne presentato anche alla televisione spagnola, con il titolo El amargo caso de la baronesa Carini.

## Il testo della ballata
La Ballata di Carini, su testo di Otello Profazio, tratto da una delle innumerevoli versioni del poemetto anonimo giunte fino a noi, è musicata da Romolo Grano e cantata, in lingua siciliana, da Gigi Proietti:
a Carini c'è lu luttu v'ogni casa.
Attorno a lu Casteddu di Carini,
ci passa e spassa un beddu cavaleri.
Lu Vernagallu di sangu gintili
ca di la giuvintù l'onuri teni.
"Amuri chi mi teni a tu' cumanni,
unni mi porti, duci amuri, unni?"
Vidu viniri 'na cavallaria.
Chistu è me patri chi veni pi mmia,
tuttu vistutu alla cavallarizza.
Chistu è me patri chi mi veni a 'mmazza.
Signuri patri, chi vinisti a fari?
Signura figghia, vi vegnu a 'mmazzari.
Lu primu corpu la donna cadiu,
l'appressu corpu la donna muriu.
Nu corpu a lu cori, nu corpu 'ntra li rini,
povera Barunissa di Carini.»

## Rifacimento
Nel 2007 il regista Umberto Marino ha realizzato un rifacimento intitolato La baronessa di Carini, miniserie in due puntate, scritta sempre da Lucio Mandarà, con Luca Argentero e Vittoria Puccini come protagonisti. Tale rifacimento ha però un finale diverso rispetto alla serie originale.

## Distribuzione
La casa di distribuzione Elleu Multimedia ha pubblicato due VHS contenenti le quattro puntate dello sceneggiato. Nel 2007 ne è uscita una versione in DVD.